# Epiperipatus brasiliensis
Epiperipatus brasiliensis är en klomaskart som först beskrevs av Eugène Louis Bouvier 1899.  Epiperipatus brasiliensis ingår i släktet Epiperipatus och familjen Peripatidae.

## Underarter
Arten delas in i följande underarter:
- E. b. brasiliensis
- E. b. vagans